# ذخیره‌گاه ملی شیمبا هیلز
ذخیره‌گاه ملی شیمبا هیلز یک منطقه حفاظت‌شده ملی کوچک در استان ساحلی سابق در کنیا است که ۳۳ کیلومتر از مومباسا و ۱۵ کیلومتر از ساحل اقیانوس فاصله دارد. ذخیره گاه منطقه ای از جنگل‌های بارانی ساحلی، جنگل‌ها و مراتع است. این یک منطقه مهم برای تنوع زیستی گیاهی است - بیش از ۵۰٪ از ۱۵۹ گیاه کمیاب در کنیا در تپه‌های شیمبا یافت می‌شوند، از جمله برخی از گونه‌های در خطر انقراض سیکاد و ارکیده. همچنین یک مکان مهم ملی برای پرندگان و پروانه‌ها است.
تخمین زده می‌شود که حدود ۷۰۰ فیل در این ذخیره گاه وجود دارد. این جمعیت به‌طور ناپایدار زیاد است - باعث آسیب قابل توجهی به پوشش گیاهی می‌شود و زندگی گیاهان در معرض خطر را تهدید می‌کند. درگیری بین انسان و فیل نیز به سطوح بحرانی رسیده‌است. در شمال این ذخیره‌گاه، پناهگاه فیل‌های موالوگانجه ایجاد شده‌است تا مسیری را برای خروج فیل‌ها از پارک فراهم کند. باقیمانده مرز پارک برای جلوگیری از حمله فیل‌ها به زمین‌های کشاورزی حصارکشی شده‌است. سرویس حیات وحش کنیا در سال ۲۰۰۵ قصد کرد تا ۴۰۰ فیل را از شیمبا به پارک ملی ساوو شرق  منتقل کند.
شیمبا هیلز تنها جمعیت شبدیز آنتلوپ کنیا را در خود جای داده‌است. حدود ۱۰۰ رأس از این گونه در پارک وجود دارد.